# Sekai no hito e
„Sekai no hito e” (jap. 世界の人へ; ros. Людям всего мира) – czwarty singel japońskiego zespołu NGT48, wydany w Japonii 3 października 2018 roku przez Ariola Japan.
Singel został wydany w czterech edycjach: trzech regularnych CD+DVD (Type A, Type B, Type C) oraz CD. Osiągnął 2 pozycję w rankingu Oricon i pozostał na liście przez 12 tygodni. Singel zdobył status złotej płyty.

## Lista utworów
Wszystkie utwory zostały napisane przez Yasushiego Akimoto.

### Type A
| CD | CD                                                   | CD               | CD               | CD      |
| Nr | Tytuł utworu                                         | Kompozycja       | Aranżacja        | Długość |
| -- | ---------------------------------------------------- | ---------------- | ---------------- | ------- |
| 1. | „Sekai no hito e” (jap. 世界の人へ)                  | Mr.LIVE          | Akiyuki Tateyama |         |
| 2. | „Soft serve” (wyk. Niigata SHOWROOM Senbatsu)        | Hiroshi Sasaki   | Hiroshi Sasaki   |         |
| 3. | „Kokoro ni taiyō” (jap. 心に太陽) (wyk. Team NIII)   | Shin'ichi Mitsui | Shin'ichi Mitsui |         |
| 4. | „Sekai no hito e” (jap. 世界の人へ) (off vocal ver.) | Mr.LIVE          | Akiyuki Tateyama |         |
| 5. | „Soft serve” (off vocal ver.)                        | Hiroshi Sasaki   | Hiroshi Sasaki   |         |
| 6. | „Kokoro ni taiyō” (jap. 心に太陽) (off vocal ver.)   | Shin'ichi Mitsui | Shin'ichi Mitsui |         |

| DVD | DVD | DVD     |
| Nr  | Tytuł utworu | Długość |
| --- | --- | ------- |
| 1.  | „Sekai no hito e” (jap. 世界の人へ) (Music Video)                                                                                         |         |
| 2.  | „Kokoro ni taiyō” (jap. 心に太陽) (Music Video)                                                                                           |         |
| 3.  | „Sekai no hito e MV Making in Vladivostok, Russia” (jap. 世界の人へ MVメイキング inロシア｜ウラジオストク)                                |         |
| 4.  | „NGT48 Kenkyūsei Short Movie „Mijikai natsu no, sayonara -Izumi-hen-”” (jap. NGT48 研究生 ショートムービー「短い夏の、さよなら -泉 篇-」) |         |

### Type B
| CD | CD                                                     | CD             | CD               | CD      |
| Nr | Tytuł utworu                                           | Kompozycja     | Aranżacja        | Długość |
| -- | ------------------------------------------------------ | -------------- | ---------------- | ------- |
| 1. | „Sekai no hito e” (jap. 世界の人へ)                    | Mr.LIVE        | Akiyuki Tateyama |         |
| 2. | „Soft serve” (wyk. Niigata SHOWROOM Senbatsu)          | Hiroshi Sasaki | Hiroshi Sasaki   |         |
| 3. | „Curtain no gara” (jap. カーテンの柄) (wyk. Team G)    | Itoh↗kun.      | Akiyuki Tateyama |         |
| 4. | „Sekai no hito e” (jap. 世界の人へ) (off vocal ver.)   | Mr.LIVE        | Akiyuki Tateyama |         |
| 5. | „Soft serve” (off vocal ver.)                          | Hiroshi Sasaki | Hiroshi Sasaki   |         |
| 6. | „Curtain no gara” (jap. カーテンの柄) (off vocal ver.) | Itoh↗kun.      | Akiyuki Tateyama |         |

| DVD | DVD | DVD     |
| Nr  | Tytuł utworu | Długość |
| --- | --- | ------- |
| 1.  | „Sekai no hito e” (jap. 世界の人へ) (Music Video)                                                                                      |         |
| 2.  | „Curtain no gara” (jap. カーテンの柄) (Music Video)                                                                                    |         |
| 3.  | „Sekai no hito e MV Making in Vladivostok, Russia” (jap. 世界の人へ MVメイキング inロシア｜ウラジオストク)                             |         |
| 4.  | „NGT48 Kenkyūsei Short Movie „Mijikai natsu no, sayonara -En-hen-”” (jap. NGT48 研究生 ショートムービー「短い夏の、さよなら -園 篇-」) |         |

### Type C
| CD | CD                                                                           | CD             | CD               | CD      |
| Nr | Tytuł utworu                                                                 | Kompozycja     | Aranżacja        | Długość |
| -- | ---------------------------------------------------------------------------- | -------------- | ---------------- | ------- |
| 1. | „Sekai no hito e” (jap. 世界の人へ)                                          | Mr.LIVE        | Akiyuki Tateyama |         |
| 2. | „Soft serve” (wyk. Niigata SHOWROOM Senbatsu)                                | Hiroshi Sasaki | Hiroshi Sasaki   |         |
| 3. | „Nakibeso kaku made” (jap. 泣きべそかくまで) (wyk. Niigatta Friend Senbatsu) | Hiroshi Egawa  | Akiyuki Tateyama |         |
| 4. | „Sekai no hito e” (jap. 世界の人へ) (off vocal ver.)                         | Mr.LIVE        | Akiyuki Tateyama |         |
| 5. | „Soft serve” (off vocal ver.)                                                | Hiroshi Sasaki | Hiroshi Sasaki   |         |
| 6. | „Nakibeso kaku made” (jap. 泣きべそかくまで) (off vocal ver.)                | Hiroshi Egawa  | Akiyuki Tateyama |         |

| DVD | DVD | DVD     |
| Nr  | Tytuł utworu | Długość |
| --- | --- | ------- |
| 1.  | „Sekai no hito e” (jap. 世界の人へ) (Music Video)                                                                                       |         |
| 2.  | „akibeso kaku made” (jap. 泣きべそかくまで) (Music Video)                                                                               |         |
| 3.  | „Sekai no hito e MV Making in Vladivostok, Russia” (jap. 世界の人へ MVメイキング inロシア｜ウラジオストク)                              |         |
| 4.  | „NGT48 Kenkyūsei Short Movie „Mijikai natsu no, sayonara -Bun-hen-”” (jap. NGT48 研究生 ショートムービー「短い夏の、さよなら -文 篇-」) |         |
| 5.  | „Miyajima Aya sotsugyō kinen Last Interview” (jap. 宮島亜弥 卒業記念 ラストインタビュー)                                                |         |

### Wer. CD
| CD | CD                                                              | CD             | CD               | CD      |
| Nr | Tytuł utworu                                                    | Kompozycja     | Aranżacja        | Długość |
| -- | --------------------------------------------------------------- | -------------- | ---------------- | ------- |
| 1. | „Sekai no hito e” (jap. 世界の人へ)                             | Mr.LIVE        | Akiyuki Tateyama |         |
| 2. | „Soft serve” (wyk. Niigata SHOWROOM Senbatsu)                   | Hiroshi Sasaki | Hiroshi Sasaki   |         |
| 3. | „Kyō wa makedemo ii” (jap. 今日は負けでもいい) (wyk. Kenkyūsei) | Itoh↗kun.      | APAZZI           |         |
| 4. | „Sekai no hito e” (jap. 世界の人へ) (off vocal ver.)            | Mr.LIVE        | Akiyuki Tateyama |         |
| 5. | „Soft serve” (off vocal ver.)                                   | Hiroshi Sasaki | Hiroshi Sasaki   |         |
| 6. | „Kyō wa makedemo ii” (jap. 今日は負けでもいい) (off vocal ver.) | Itoh↗kun.      | APAZZI           |         |

## Skład zespołu
| „Sekai no hito e” |
| --- |
| - NGT48 Team NIII: Yuka Ogino (środek), Minami Katō, Moeka Takakura, Ayaka Tano, Marina Nishigata, Nanako Nishimura, Noe Yamada - AKB48 Team B / NGT48 Team NIII: Yuki Kashiwagi - NGT48 Team G: Tsugumi Oguma, Riko Sugahara, Rika Nakai, Ayuka Nakamura, Miharu Nara, Rena Hasegawa, Hinata Honma, Maho Yamaguchi |

| „Soft serve” |
| --- |
| - NGT48 Team NIII: Yuka Ogino, Reina Seiji (środek), Marina Nishigata, Nanako Nishimura - NGT48 Team G: Tsugumi Oguma, Aina Kusakabe, Riko Sugahara, Rika Nakai, Ayuka Nakamura, Miharu Nara, Rena Hasegawa, Hinata Honma, Fuka Murakumo - NGT48 Kenkyūsei: Chikana Andō, Kairi Satō, Nanami Takahashi, Yunako Tsushima, Miyu Fujisaki |

| „Kokoro ni taiyō” |
| --- |
| - NGT48 Team NIII: Yuka Ogino, Minami Katō (środek), Anju Satō, Reina Seiji, Moeka Takakura, Mau Takahashi, Ayaka Tano, Marina Nishigata, Nanako Nishimura, Noe Yamada - AKB48 Team B / NGT48 Team NIII: Yuki Kashiwagi |

| „Curtain no gara” |
| --- |
| - NGT48 Team G: Tsugumi Oguma, Yuria Kado, Aina Kusakabe, Riko Sugahara, Rika Nakai, Ayuka Nakamura, Miharu Nara, Rena Hasegawa, Hinata Honma (środek), Fuka Murakumo, Maho Yamaguchi |

| „Nakibeso kaku made”                                                                                         |
| --- |
| - NGT48 Team NIII: Anju Satō, Reina Seiji (środek), Moeka Takakura, Mau Takahashi - NGT48 Team G: Yuria Kado |

| „Kyō wa makedemo ii” |
| --- |
| - NGT48 Kenkyūsei: Chikana Andō (środek), Nanami Otsuka, Haruka Ogoe, Saaya Kawagoe, Sara Komiyama, Kairi Satō, Yume Sogabe, Tomoka Takazawa, Nanami Takahashi, Yunako Tsushima, Hina Terada, Yū Tominaga, Runa Hagiri, Miyu Fujisaki, Mana Furusawa, Aoi Furutate, Kaho Mashimo, Hino Mimura, Hinata Morohashi, Mirii Yamazaki, Ayusa Watanabe |

## Notowania
| Lista                             | Pozycja |
| --------------------------------- | ------- |
| Oricon Weekly Singles Chart       | 2       |
| Billboard Japan Hot 100           | 2       |
| Billboard Japan Hot Singles Sales | 2       |

## Sprzedaż
| Dane wg         | Sprzedaż |
| --------------- | -------- |
| Oricon          | 175 607  |
| Billboard Japan | 207 269+ |